# Elezioni parlamentari in Albania del 1974
Le elezioni parlamentari nella Repubblica Popolare Socialista d'Albania del 1974 si tennero il 6 ottobre. Il Fronte Democratico ottenne tutti i 250 seggi col 100% dei voti. L'affluenza alle urne fu del 100%.

## Risultati
| Liste              | Voti      | %   | Seggi |
| ------------------ | --------- | --- | ----- |
| Fronte Democratico | 1.248.528 | 100 | 250   |
| Nulle              | 2         | 0   | -     |
| Totale             | 1.248.530 |     | 250   |